# Lycorina clypeatuberculla
Lycorina clypeatuberculla là một loài tò vò trong họ Ichneumonidae.